# جغدک طوق‌دار
جغدک طوق‌دار (نام علمی: Taenioptynx brodiei)، همچنین به عنوان جغد کوتوله طوق‌دار  گونه‌ای از جغد از خانواده جغدان راستین است. زیستگاه طبیعی آن جنگل‌های زیرکوهی و کوهستانی با فضاهای باز است و در سراسر آسیای خاوری پراکنده است.  این جغد کوچکترین جغد آسیا با ۱۵ سانتیمتر (۵٫۹ اینچ) و ۶۰ گرم (۲٫۱ اونس) است. 

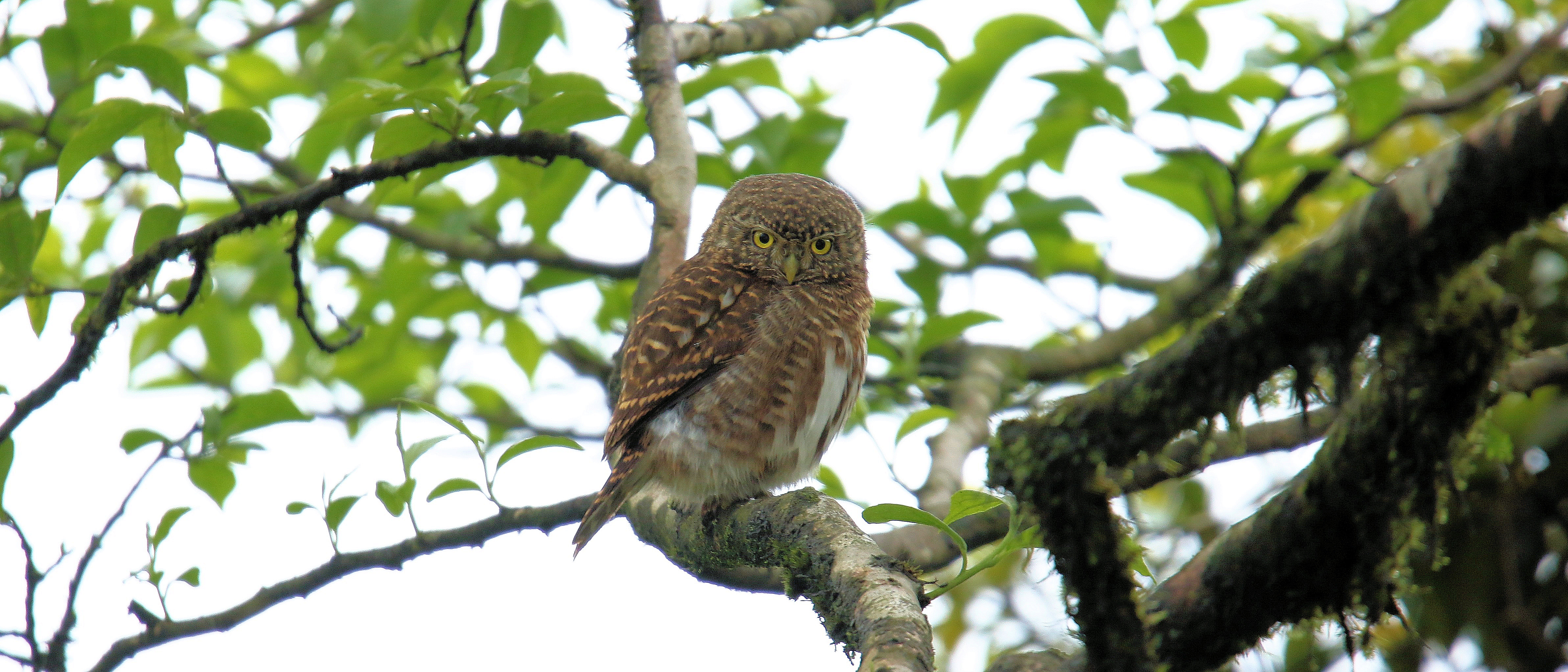
جغدک طوق‌دار